# Spelljammer
Spelljammer è un'ambientazione science fantasy pubblicata dalla TSR nel 1989 per la seconda edizione del gioco di ruolo Advanced Dungeons & Dragons.

## Vista d'insieme
L'ambientazione Spelljammer introdusse una sorta di astrofisica fantasy nella cosmologia di Dungeons & Dragons. In questa ambientazione le sfere di cristallo possono contenere vari mondi raggiungibili tramite l'uso di navi equipaggiate con "timoni spelljamming" (spelljamming helms). Le navi che possiedono dei timoni spelljamming sono capaci di volare non solo nei cieli ma anche nello spazio. Grazie ai loro campi di gravità e alla loro atmosfera artificiale le navi hanno il ponte aperto e tendono ad assomigliare a galeoni, animali, uccelli, pesci o altre creature fantastiche piuttosto che alle astronavi della fantascienza.
Spelljammer, come l'ambientazione Planescape, unifica gran parte delle altre ambientazioni di D&D e fornisce un metodo canonico che permette ai personaggi di viaggiare da un'ambientazione (ad esempio Dragonlance) a un'altra (per esempio i Forgotten Realms). Comunque, a differenza di Planescape, Spelljammer mantiene tutta l'azione sul Piano Materiale; inoltre concepisce per la prima volta le sfere di cristallo e il "flogisto" tra di esse come una barriera naturale tra ambientazioni altrimenti incompatibili.
Mentre la cosmologia di D&D è basata soprattutto sul sistema tolemaico, molte delle idee relative a Spelljammer si basano invece sulle opere di Jules Verne e dei suoi contemporanei e su romanzi steampunk o planetary romance.

## Storia
L'ambientazione fu proposta da Jeff Grubb ad una riunione organizzata da James Ward e Warren Spector con gli autori della TSR per una sessione per decidere le nuove proposte in scatola per l'anno successivo. Grubb aveva in mente l'immagine di un cavaliere in armatura in piedi sul ponte aperto di un galeone nello spazio e propose in pratica di fare "D&D nello spazio" Il lavoro di scrittura effettivo dell'ambientazione rischiò di essere assegnato a David "Zeb" Cook, ma invece questo ricevette l'incarico di scrivere l'altra proposta uscita dalla riunione: Time of the Dragon, un supplemento sul continente di Taladas di Dragonlance.
Il gruppo di sviluppo decise ben presto di includere le principali ambientazioni di AD&D, i Forgotten Realms, Dragonlance e Greyhawk, perciò furono ideate le sfere di cristallo che racchiudevano ogni mondo, separandolo dagli altri, permettendo di avere leggi fisiche diverse per ognuno e giustificando le diverse costellazioni visibili da ogni mondo.. L'ispirazione delle sfere di cristallo venne dalla copertina di L'avventura della scoperta: una storia della ricerca umana per conoscere il mondo (The Discoverers) di Daniel J. Boorstin, in cui si vede qualcuno tirarsi fuori da una sfera che contiene un universo. Un supplemento successivo, The Complete Spacefarer's Handbook (1992), incluse alcune note su Ravenloft e Dark Sun.	
Il nome "spelljammer" deriva da quello delle navi a palo ("windjammer" in inglese) della fine del XIX e inizio del XX secolo, sostituendo spell ("incantesimo") a wind ("vento") e indica sia le navi in grado di navigare nello spazio, sia l'atto stesso di navigarci.
Molte razze tradizionali del fantasy furono riviste come navigatrici dello spazio, in particolare i mindflayer divennero iconici per l'ambientazione, sia perché già associati al viaggio nello spazio nella loro prima comparsa in Expedition to Barrier Peaks (1980), sia per la copertina disegnata da Jim Holloway che ritraeva una loro nave in stile Nautilus. Questa associazione fu così forte che quando gli autori di Ravenloft Campaign Setting vollero includerli nel manuale incontrarono l'opposizione del dipartimento di marketing Grazie sempre a Holloway, che disegnò molte navi per i beholder anche questi divennero fortemente associati con l'ambientazione fu il beholder, e per questo gli autori crearono diverse fazioni di beholder in guerra fra loro. Razze create appositamente per l'ambientazione furono gli aracnidi neogi (pensati razza malvagia) e i giff dalla testa di ippopotamo.
L'ambientazione, Spelljammer: Adventures in Space fu pubblicata nel 1989, come set in scatola contenente due manuali di 96 pagine, The Lorebook of the Void (che descrive le navi, le razze che viaggiano nello spazio e le conoscenze comuni) e Concordance of the Arcane Space (che descrive le meccaniche del viaggio e del combattimento nello spazio, più varianti alle regole), quattro grandi mappe a colori (due città galleggianti nello spazio, una con una griglia per il combattimento e una dello spazio tra i Forgotten Realms, Dragonlance e Greyhawk) e 24 schede in cartoncino con descrizione e planimetrie delle navi, più pedine per gestire il combattimento

## Ambientazione

### Timoni Spelljamming
I timoni spelljamming sono un concetto fondamentale dell'ambientazione perché permettono il viaggio interplanetario e interstellare a vascelli che altrimenti non sarebbero in grado di navigare. Ogni personaggio in grado di lanciare incantesimi può comandare un timone spelljamming per muovere la nave. I soli produttori e distributori dei timoni sono i membri la misteriosa razza conosciuta come Arcane.

### Aria e gravità
Tutti i corpi di dimensione sufficiente esercitano un'attrazione gravitazionale. Questa è di solito (ma non sempre) una forza pari a quella sulla superficie di un corpo planetario di dimensioni terrestri. La gravità nell'universo di Spelljammer è anche una forza eccezionalmente conveniente e quasi sempre funziona che il "basso" si orienta nella maniera che la maggior parte degli umanoidi trova conveniente.
Quando lasciano la superficie di un pianeta o altro oggetto stellare, tutti i corpi di qualunque dimensione portano con loro una bolla d'aria. Diversamente dal mondo reale questa non si disperde nel vuoto dello spazio. Queste bolle forniscono un'atmosfera respirabile per un periodo di tempo variabile, ma generalmente pari a 3 mesi.

### Sfere di cristallo
Una sfera di cristallo è un gigantesco guscio sferico che contiene un intero sistema planetario. Le dimensioni possono variare, ma tipicamente sono pari al doppio del diametro dell'orbita del pianeta più lontano dal sole al centro della sfera (il primario del sistema).
La superficie della sfera (il "muro") separa il vuoto del "wildspace" (lo spazio all'interno della sfera) dal "flogisto" (che circonda e fluisce al di fuori della sfera). Il muro non ha gravità e sembra impossibile danneggiarlo con qualunque mezzo, mondano o magico. Le navi posso passare attraverso la superficie della sfera attraverso portali, che si aprono e chiudono spontaneamente sulla superficie del muro e che possono essere localizzati mediante incantesimi o oggetti magici. Altri oggetti possono aprire un nuovo portale o collassarne uno esistente.

### Wildspace
Il Wildspace è simile allo spazio esterno della fantascienza, con pianeti, asteroidi e stelle, ma segue una fisica differente La gravità è inesistente o pari a quella della Terra e diretta verso il centro dei corpi planetari. Nel caso di grandi corpi nello spazio come navi o creature enormi la gravità è diretta lungo un piano piatto che passa lungo l'asse di lunghezza dell'oggetto, permettendo ai personaggi di stare in piedi sul ponte delle navi.

### Flogisto
Il flogisto è essenzialmente un elemento unico, che non è aria, fuoco, acqua o terra. È un medium simile a un gas, brillante ed estremamente infiammabile che esiste tra le sfere di cristallo e non esiste al loro interno, né può esservi portato, neanche con intervento divino diretto. Ogni sfera di cristallo galleggia nel flogisto, ondeggiando lentamente su e giù. Il viaggio tra le sfere è facilitato dalla formazione di "fiumi", essenzialmente sezioni del flogisto che presentano una corrente e riducono il tempo di viaggio. È possibile navigare al di fuori di un fiume, ma è molto pericoloso .

### LaSpelljammer
La Spelljammer è una nave leggendaria che sembra una gigantesca manta, che ospita un'intera città sulla schiena. Tutti i viaggiatori dello spazio ne hanno sentito parlare, ma pochi l'hanno vista davvero. È questa nave che dà il nome allo "spelljamming", "timoni spelljamming", ogni altra cosa connessa. La nave è stata segnalata in innumerevoli sfere anche nei rapporti più vecchi. Anche alcuni abitanti dei pianeti hanno leggende su di essa. Su questa nave ci sono centinaia di leggende in contrasto tra loro e si è sviluppata su di essa una mitologia simile a quelle sull'Olandese Volante
È un essere vivente che vive assorbendo calore e luce e li usa per produrre aria e cibo per i suoi abitanti. La Spelljammer ha u n complesso ciclo vitale. Normalmente vaga per il cosmo in maniera apparentemente casuale. Comunque quando ha un capitano (ottenuto attraverso un altro processo complesso), crea versioni in miniatura di sé stessa. Nel caso che morisse uno di essi maturerà diventando la nuova Spelljammer

### Razze
Molte razze abitano questo universo, tra quelle classiche disponibili ai giocatori come personaggi, oltre agli umani, ci sono elfi che hanno appena concluso una campagna di sterminio contro orchi e goblin e sono militarmente la più potente, i nani viaggiano in enormi asteroidi perforati da innumerevoli tunnel e gli gnomi, folli inventori di gadget tecnologici Inoltre è possibile anche giocare gli uomini lucertola
Le principali razze antagonistiche sono i beholder, potenti guerrieri, ma in costante lotta fra di loro, i mind flayer che presentano una facciata di neutrali mercanti, mentre tramano la conquista di tutte le razze e la nuova razza degli aracnidi neogi. Ulteriori razze sono i Giff dalla testa di ippopotamo, draconidi dal corpo di centauro,  orchi detti "scro", misteriosi arcane, insettoidi thri-kreen La serie dei Monstrous Compendium aggiunse molte altre razze minori.

## Edizioni

### Advanced Dungeons & Dragons2ª edizione
Per Advanced Dungeons & Dragons 2ª edizione furono pubblicati diversi supplementi ed avventure:
Quattro set in scatola
- Jeff Grubb, Spelljammer: AD&D Adventures in Space, 1989, TSR, ISBN 0-88038-762-9. Set in scatola, introduce l'ambientazione e fornisce le regole base per lo spelljamming.
- Jeff Grubb, The Legend of Spelljammer, TSR, 1992, ISBN 1-56076-083-4. Set in scatola che espande l'ambientazione, in particolare la Spelljammer stessa.
- Dale "Slade" Henson, War Captain's Companion, TSR, 1992, ISBN 1-56076-343-4. Regole aggiuntive per il combattimento tra navi.
- Sam Witt, The Astromundi Cluster, TSR, 1993, ISBN 1-56076-632-8. Campagna per l'ambientazione.

Diversi accessori e moduli di espansione:
- Ed Greenwood, SJR1: Lost Ships, TSR, 1990, ISBN 0-88038-831-5. Aggiunge nuove navi.
- Dale "Slade" Henson, SJR2: Realmspace, TSR, 1991, ISBN 1-56076-052-4. Descrive le sfere delle tre principali ambientazioni: Dragonlance, Forgotten Realms e Greyhawk.
- SJR3: Spelljammer Dungeon Master's Screen, TSR, 1991. Schermo del master.
- Nigel Findley, SJR4: Practical Planetology, TSR, 1991, ISBN 1-56076-134-2. Quindici pianeti esotici.
- Richard Baker, SJR5: The Rock of Bral, TSR, 1992, ISBN 1-56076-345-0. Una città di pirati costruita su un enorme asteroide.
- Nigel Findley, SJR6: Greyspace, TSR, 1992, ISBN 1-56076-348-5. Descrizione di mondi nelle vicinanze di Oerth (il pianeta di Greyhawk).
- Jean Rabe, SJR7: Krynnspace, TSR, 1993, ISBN 1-56076-560-7. Descrizione dei pianeti vicino a Krynn (il pianeta di Dragonlance).
- Wes Nicholson e Nicky Rea, SJR8: Space Lairs, TSR, 1993. Incontri nel wildspace.
- Curtis M. Scott, CGR1: Complete Spacefarer's Handbook, TSR, 1992, ISBN 1-56076-347-7.
- MC7: Monstrous Compendium Spelljammer Appendix, TSR, 1900, ISBN 0-88038-871-4.
- Scott Davis, Newton Ewell e John J. Terra, MC9: Monstrous Compendium Spelljammer Appendix, TSR, 1991, ISBN 1-56076-071-0.

Avventure:
- Allen Varney, SJA1: Wildspace, TSR, 1990, ISBN 0-88038-819-6. Avventura i personaggi devono fermare un mostro che minaccia il loro mondo.
- Nigel Findley, SJA2: Skull & Crossbows, TSR, 1990, ISBN 0-88038-845-5. Antologia di avventure.
- J. Paul LaFountain, SJA3: Crystal Spheres, TSR, 1990, ISBN 0-88038-878-1. Avventura.
- J. Paul LaFountain, SJA4: Under the Dark Fist, TSR, 1990, ISBN 1-56076-131-8. Avventura.
- Bruce Nesmith, SJS1: Goblins' Return, TSR, 1991, ISBN 1-56076-149-0. Avventura, i personaggi devono infiltrardi in una base scro per conto degli elfi.
- Rick Swan, SJQ1: Heart of the Enemy, TSR, 1992, ISBN 1-56076-342-6. Seguito di SJS1: Goblins' Return.

### Altre edizioni diD&D
Sporadicamente ulteriore materiale fu pubblicato per le edizioni successive:
- L'articolo Spelljammer: Shadow of the Spider Moon pubblicato su Polyhedron nel maggio 2002 dalla Paizo Publishing[6] aggiorna al D20 system, l'ambientazione e forniva nuove regole per le armi da fuoco e lo spelljamming, così come abilità, classi e classi di prestigio. Alcuni mostri specifici dii Spelljammer, come neogi e giff non comparivano, sostituiti da drow, formians e yuan-ti.
- Nel maggio 2005 la Wizards of the Coast aggiornò i neogi alla terza edizione di D&D nel supplemento Lord of Madness. Questo includeva un capitolo con una mappa di un vascello spelljamming naufragato, le abitudini culturali dei neogi e le loro statistiche.
- Materiale su Spelljammer è contenuto nel Manual of the Planes della quarta edizione di D&D, in cui viene indicato come un metodo di viaggio tra i piani e fornisce un esempio di vascello spelljammer[7]
- Nella campagna Waterdeep: Dungeon of the Mad Mage per la quinta edizione di D&D compare una nave spelljammer e il suo equipaggio di mind flayer naufragi nel livello 19 del sotterraneo[8].